# Caesar von Hofacker
Caesar von Hofacker (Ludwigsburg, 11 marzo 1896 – Berlino, 20 dicembre 1944) è stato un militare tedesco che fece parte dell'attentato a Hitler del 20 luglio 1944.

## Biografia
Suo padre era il generale Eberhard von Hofacker e sua madre la contessina Albertine von Üxküll-Gyllenband, la sua prozia Hildegard von Spitzenberg e suo bisnonno il barone Karl von Varnüler, già Primo Ministro del Regno del Württemberg, mentre suo cugino era Claus Schenk von Stauffenberg; von Hofacker apparteneva ad una delle più antiche e ricche famiglie della nobiltà sveva e vantava stretti legami di parentela con molti Ernst von Weiszäcker, Willibald Freiherr von Langermann und Erlecamp e Nikolaus von Üxküll-Gyllenbad, rispettivamente suoi cugini di secondo grado e suo zio.
Si arruolò nell'Esercito imperiale tedesco con il grado di alfiere l'8 agosto 1914 e partecipò alla prima guerra mondiale nel reggimento di suo padre, l'Ulanen-Regiments "König Wilhelm I" (2. Württembergisches) Nr.20; dopo aver trascorso i primi due anni di guerra occupando i ranghi inferiori della tavola tedesca degli ufficiali, il 30 marzo 1916 fu finalmente promosso sottotenente, a venti anni; distintosi in azione sul fronte occidentale, ricevette numerose onorificenze.
Nel 1917 fu assegnato allo squadrone di cavalleria comandato da re Guglielmo II di Württemberg; fu per qualche tempo aiutante del generale Otto Liman von Sanders, istruttore militare delle truppe turche; trascorse gli ultimi mesi di guerra sul fronte francese, ricevendo nell'ottobre 1918 il grado di tenente e il Pour le Mérite.
Dopo la guerra intraprese gli studi giuridici all'Università di Tubinga, conseguendo la laurea in diritto ed esercitando per qualche tempo la professione di avvocato; nel 1927 venne reintegrato nell'esercito come capitano; partecipò alla seconda guerra mondiale dirigendo lo Stahlhelm-Bund der Frontsoldaten e poi fu ufficiale della riserva della Luftwaffe in Francia, partecipando anche all'entrata a Parigi delle truppe tedesche; nel 1942 fu promosso maggiore e l'anno seguente tenente colonnello.

## L'attentato
Von Hofacker non aveva mai pienamente aderito al nazismo e grazie al suo amico Fritz-Dietlof von der Schulenburg nel 1942 si mise in contatto con il generale Stülpnagel che era a capo della fazione della resistenza tedesca di stanza a Parigi. Grazie a suo cugino, Stauffenberg (il quale avrebbe poi eseguito materialmente l'attentato a Hitler) riuscì ad allacciare le relazioni dei cospiratori di Parigi con quelli di Berlino, organizzando il Komitee Freies Deutschland für den Western, del quale fecero parte anche il generale von Seydlitz-Kurzbach, Gustav von Wangenheim, Bernt von Kügelgen e Rommel: fu infatti von Hofacker, insieme al generale Speidel a convincere Rommel a prendere parte attiva alla congiura. Durante il colpo di Stato von Hofacker avrebbe dovuto avere insieme a von Boyneburg la direzione degli arresti degli alti funzionari delle SS e della Gestapo da effettuare a Parigi e fungere da ufficiale di collegamento tra i congiurati di Berlino e quelli di Parigi.
Dopo il fallimento del colpo di Stato fu tra i primi ad essere arrestati dalla Gestapo; il 30 agosto 1944 fu processato dal Volksgerichtshof di Roland Freisler e condannato a morte; trattenuto nel famigerato carcere di Plötzensee, venne torturato per fargli confessare le informazioni sui complici e fu impiccato soltanto il 20 dicembre.
| Controllo di autorità | VIAF (EN) 27882805 · ISNI (EN) 0000 0000 4600 1800 · LCCN (EN) no2008114621 · GND (DE) 11948661X |